# Eclipse Total
Dolores Claiborne (prt/bra: Eclipse Total) é um filme estadunidense de 1995, dos gêneros drama e suspense, dirigido por Taylor Hackford com roteiro de Tony Gilroy baseado no livro Dolores Claiborne, de Stephen King.

## Sinopse
Uma rica mulher é assassinada numa pequena cidade do Maine em 1955, e sua empregada Dolores Claiborne é indiciada pelo crime. Sabendo disso, a filha de Dolores, Selena, jornalista em Nova York, vem ao socorro da mãe e se depara com verdades ocultas.

## Elenco
- Kathy Bates .... Dolores Claiborne
- Jennifer Jason Leigh.... Selena St. George
- Judy Parfitt.... Vera Donovan
- Christopher Plummer.... detective John Mackey
- David Strathairn.... Joe St. George
- Eric Bogosian.... Peter
- John C. Reilly.... comissário Frank Stamshaw
- Ellen Muth... jovem Selena
- Bob Gunton....sr. Pease